# Moonloop EP
Moonloop EP è il terzo EP del gruppo musicale britannico Porcupine Tree, pubblicato il 17 ottobre 1994 dalla Delerium Records.

## Descrizione
Il disco si compone di due brani e rappresenta la prima pubblicazione in studio in cui il frontman Steven Wilson non esegue alcuna parte di batteria, bensì lo affida a Chris Maitland, entrato in pianta stabile nella formazione del gruppo seppur già presente nei concerti dal 1993.
Intorno allo stesso periodo la C & S Records ha distribuito il disco per il mercato statunitense con il titolo di Stars Die, rappresentando l'unico singolo estratto dall'edizione statunitense di The Sky Moves Sideways; contiene come terza traccia Always Never, originariamente pubblicato in Up the Downstair.

## Tracce
1. Stars Die – 4:57 (Steven Wilson)
2. Moonloop – 18:04 (Rick Edwards, Colin Edwin, Chris Maitland, Steven Wilson)

## Formazione
Hanno partecipato alle registrazioni, secondo le note di copertina:
Gruppo
- Steven Wilson – voce, chitarra, tastiera
- Colin Edwin – basso
- Chris Maitland – batteria
- Rick Edwards – percussioni

Altri musicisti
- Andy Gent – pianoforte

Produzione
- Steven Wilson – produzione, missaggio
- Markus Butler – assistenza tecnica (Doghouse)
- Mike Bennion – direzione artistica
- Mike Diver – fotografia, montaggio